# Västest-Bodsjön
Västest-Bodsjön är en sjö i Bergs kommun i Jämtland och ingår i Ljungans huvudavrinningsområde. Sjön har en area på 0,355 kvadratkilometer och ligger 761,1 meter över havet. Sjön avvattnas av vattendraget Bodsjöbäcken.

## Delavrinningsområde
Västest-Bodsjön ingår i det delavrinningsområde (698345-138471) som SMHI kallar för Utloppet av Västest-Bodsjön. Medelhöjden är 836 meter över havet och ytan är 10,36 kvadratkilometer. Det finns inga avrinningsområden uppströms utan avrinningsområdet är högsta punkten. Bodsjöbäcken som avvattnar avrinningsområdet har biflödesordning 4, vilket innebär att vattnet flödar genom totalt 4 vattendrag innan det når havet efter 297 kilometer. Avrinningsområdet består mestadels av skog (37 procent), sankmarker (17 procent) och kalfjäll (43 procent). Avrinningsområdet har 0,36 kvadratkilometer vattenytor vilket ger det en sjöprocent på 3,4 procent.